# Колесов, Владимир Алексеевич
Влади́мир Алексе́евич Ко́лесов (1869—1928) — российский советский художник-портретист, живописец. Выпускник Московского училища живописи, ваяния и зодчества.

## Биография
Владимир Алексеевич Колесов родился 23 (11).06.1869 г.  в Москве в семье художника Колесова А. М. В 1890 окончил Московское училище живописи, ваяния и зодчества с серебряной медалью. Первое время работал учителем рисования в различных училищах Москвы, в том числе в Покровской Общине сестер милосердия и в Усачевско-Чернявском Женском училище. В конце 90-х годов В. А. Колесов был приглашен на работу в Костромское промышленное училище имени известного мецената Ф. В. Чижова в Кострому. В. А. Колесов преподавал ученикам рисование и черчение, писал пейзажи, портреты, преподавал рисование в частной школе.
По заказу городской управы им были выполнены портреты Т. Д. Зотовой и Ф. В. Чижова. Портреты были признаны «успешно выполненными» и вывешены в зале заседаний думы. В то же время углем был написан небольшой овальный портрет костромского губернатора А. Р. Шидловского. В 1903 г. он начал преподавать рисование также и в Костромском епархиальном женском училище. В октябре того же года состоялось открытие собственной художественной школы. К 1909 он уже был статским советником. В январе 1910 В. А. Колесов был награждён орденом Св. Станислава III степени.
В 1917 после революции закрылось училище Чижова. Ученики перестали приходить на занятия. Портретов никто больше не заказывал. В марте 1918 В. А. Колесов вместе с другими художниками оформляет социалистический рабочий клуб. Клуб расписали за две недели, 15 марта его открыли. Когда в 1919 году Кострому посетил А. В. Луначарский, он отметил: «Первый рабочий клуб здесь — едва ли не самый живой и интересный в России». В. А. Колесов участвует в росписи советских зданий, пишет плакаты, преподает в открытой школе печатников, а с введением нэпа снова поступают частные заказы.
В 1924—1925 гг. он пишет лишь несколько портретов В. И. Ленина — карандашом, акварелью, маслом. Художник ищет работу в других городах; ездит на роспись театральных декораций в места, где нет своих сильных художников.
Все попытки поступить куда-то на службу, открыть свою студию, хотя бы устроить выставку оканчиваются неудачей. В городе закрываются уже имеющиеся студии («как не имеющие никакого юридического оформления», то есть одобрения властей — «Сев. правда» от 29 апреля 1928 г.), на выставках требуются "изображения передовиков производства и руководящих деятелей («Сев. Правда» от 24 мая 1928 г.). А такой работы у В. А. Колесова не было ни одной.
Летом 1928 года он в поисках работы едет в Ленинград — там жил его брат — актёр Колесов А. А. . Работая над декорациями, художник заболел гриппом, получил осложнение — воспаление легких, а дальше — скоротечная чахотка. В Кострому он вернулся осенью уже умирающим: его поместили в больницу, где он и умер 18 ноября 1928 года.
Вдова, оставшись с двумя маленькими детьми, не имела практически никаких средств к существованию и вынуждена была продавать его работы. Так многие из них разошлись неизвестно куда.